# Philip Burton Moon
Philip Burton Moon (17 mai 1907 - 9 octobre 1994) est un physicien nucléaire britannique. Il est surtout connu pour ses travaux de recherche en physique atomique et en physique nucléaire. Il est l'un des scientifiques britanniques qui participent au projet Manhattan des États-Unis, à la société britannique Tube Alloys, et est impliqué dans le développement d'armes nucléaires. Moon apporte des contributions expérimentales exceptionnelles et originales qui ont stimulé le développement de domaines entiers de recherche impliquant les neutrons, les rayons gamma et de nouvelles méthodes d'étude des réactions chimiques ("Mechanically propulsed molecule beams: techniques and prospects", Moon, PB Ralls, MP, Actes de la Société Royale A, 423, 361 371, 1989).

## Jeunesse et éducation
Philip Burton Moon est né en 1907, fréquente le Leyton Sixth Form College et, en 1925, entre au Sidney Sussex College de Cambridge. Il devient étudiant de recherche dans le laboratoire Cavendish sous Ernest Rutherford. De 1928 à 1931, il travaille avec Marcus Oliphant sur la collision des atomes avec les solides. Rutherford l'a appelé "le satellite d'Oliphant" et cette influence est restée avec lui pendant des décennies.
Il travaille au Cavendish Laboratory au milieu des années 1930, où il partage une chambre avec le physicien australien Mark Oliphant. Tous deux rejoignent plus tard l'Université de Birmingham.
Pendant la Seconde Guerre mondiale, Moon fait partie du comité MAUD qui confirme la faisabilité d'une bombe atomique, puis devient membre de la délégation britannique au projet Manhattan, où il travaille notamment sur la conception d'instruments pour mesurer l'éventuel test de bombe.

## Carrière à l'Université de Birmingham
Après la guerre, il est nommé Poynting Professor of Physics à Birmingham en 1946, succédant à Oliphant mais ne recevant la nomination qu'après que le premier choix (Cecil Frank Powell) ait été rejeté à la dernière minute pour être communiste. Il occupe le poste jusqu'en 1973.
En 1950, Moon est la première personne à détecter la fluorescence gamma ; cependant, ses résultats ne sont pas considérés comme suffisamment significatifs sur le plan statistique et il faut plusieurs années avant qu'ils ne soient prouvés.
Moon devient président honoraire à vie de la Poynting Physical Society, à l'Université de Birmingham, en 1975 .
En 1991, Moon reçoit la médaille Hughes de la Royal Society. Ses articles sont conservés dans les collections spéciales de l'Université de Birmingham.